# Casalgrasso
Casalgrasso (piemontiul: Casalgrass vagy Casal) település Olaszországban, Piemont régióban, Cuneo megyében. Lakosainak száma 1419 fő (2023. január 1.). Casalgrasso Faule, Lombriasco, Pancalieri, Polonghera és Racconigi községekkel határos.

## Népesség
A település népességének változása:
| Lakosok száma | 1470 | 1444 | 1419 |
|               | 2017 | 2018 | 2023 |